# 8 décembre 2019
Le mardi 8 décembre 2019 est le 342e jour de l'année 2019.

## Décès
Par ordre alphabétique.
- René Auberjonois, acteur américain.
- Charles Koffi Diby, économiste et technocrate ivoirien.
- Caroll Spinney, acteur américain.
- Paul Volcker, économiste américain.
- Juice WRLD, auteur et interprète de musique urbaine.

## Événements
- élections législatives a Saint-Marin.
- Un incendie dans une usine à New Delhi, en Inde fait 43 morts et 16 blessés.